# Parachernes vastitatis
Parachernes vastitatis är en spindeldjursart som först beskrevs av Chamberlin 1923.  Parachernes vastitatis ingår i släktet Parachernes och familjen blindklokrypare. Inga underarter finns listade i Catalogue of Life.